# Tituly a vyznamenání Kristiána X.

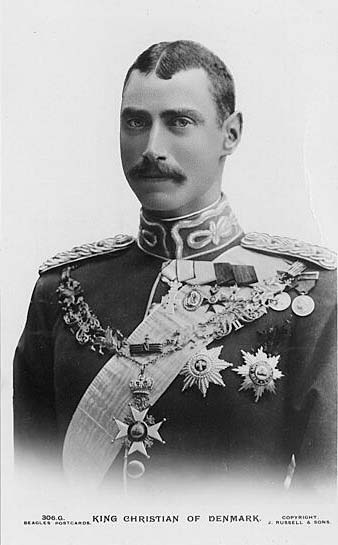
Kristián X. v uniformě s řadou řádů a medailí

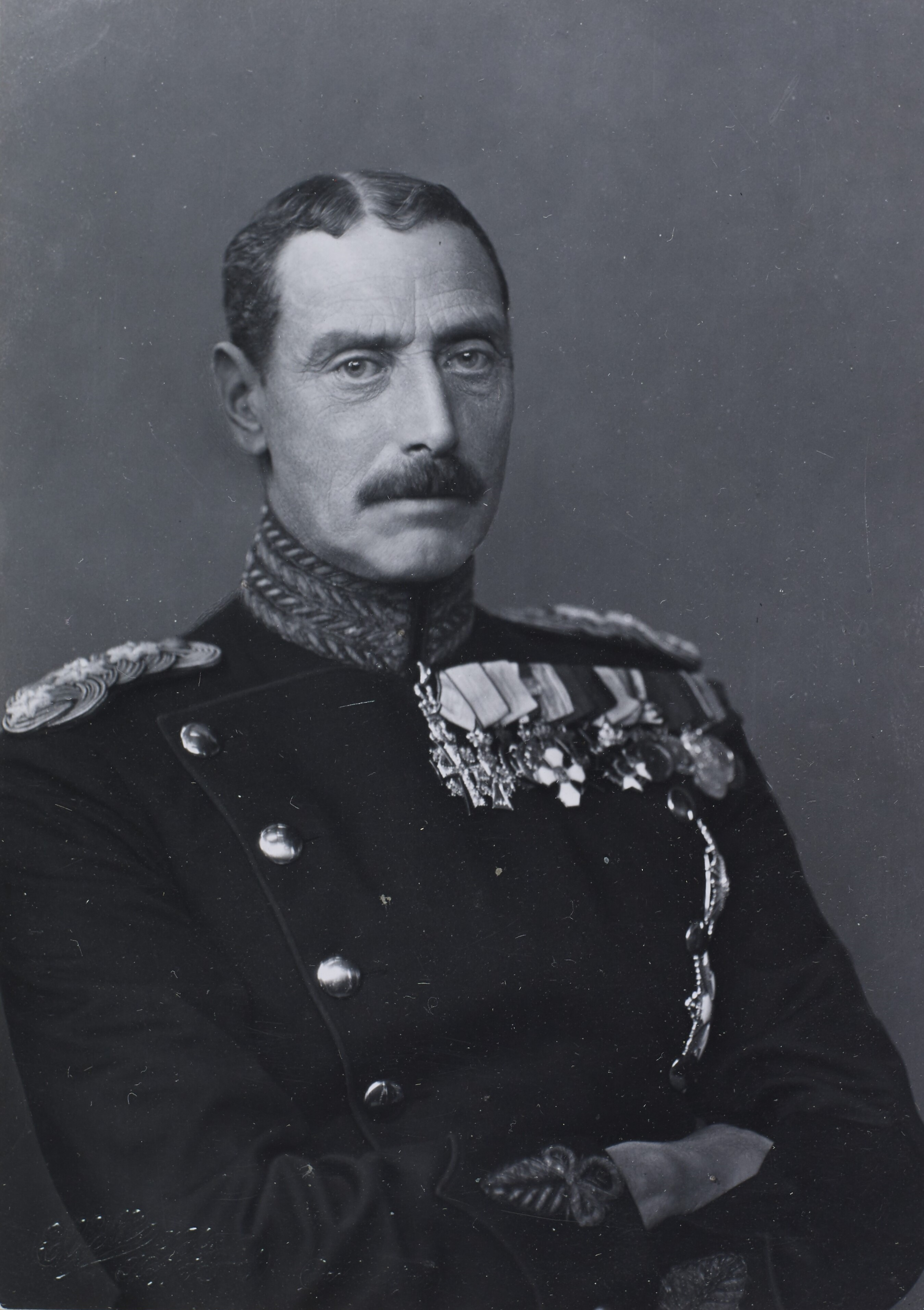
Portrétní fotografie krále Kristiána X. v uniformě zdobené medailemi

Královský monogram krále Kristiána X.

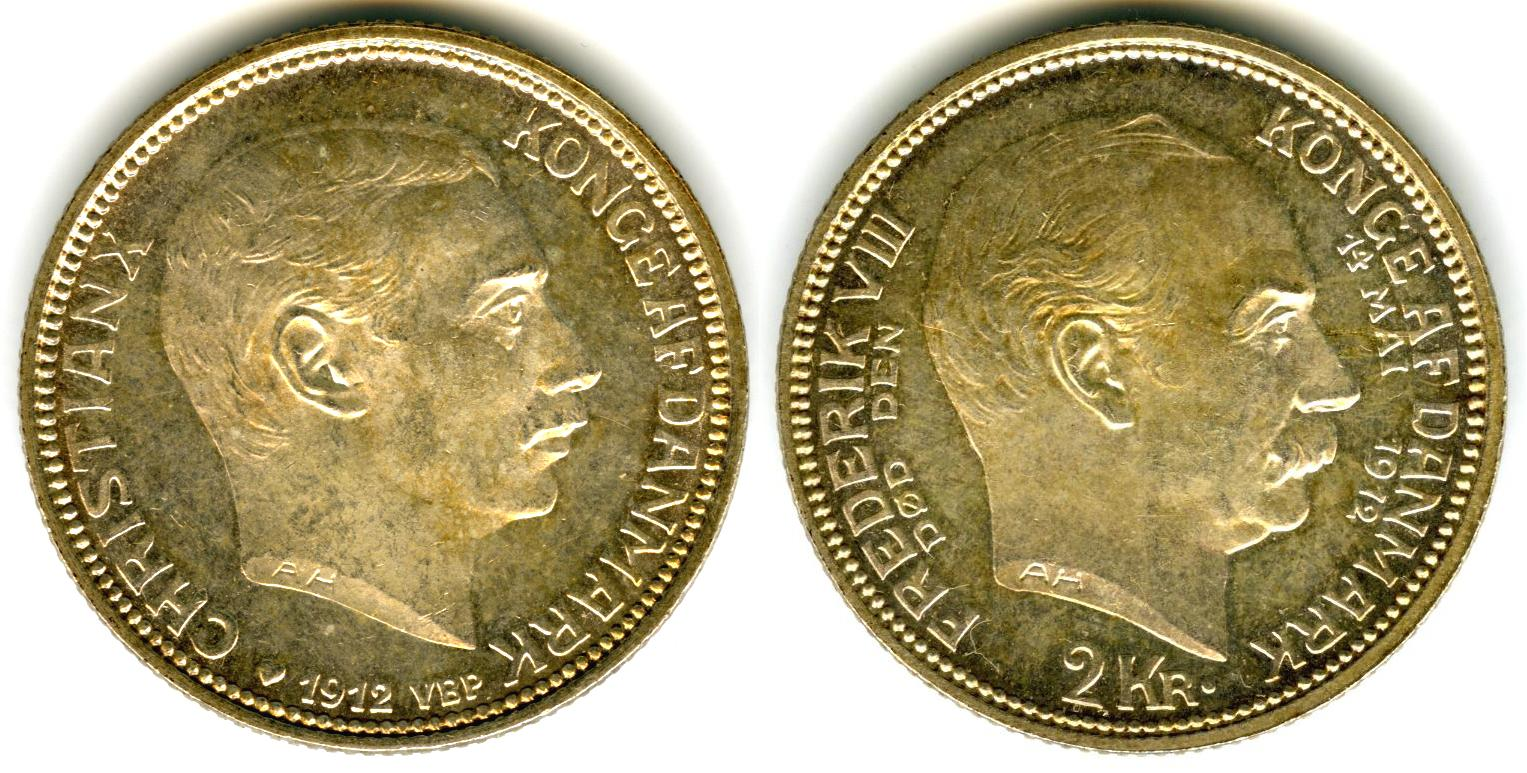
Mince v hodnotě dvou dánských korun z roku 1912 s portrétem Kristiána X.

Kristián X., král dánský a islandský, obdržel během svého života řadu národních i zahraničních řádů a titulů. V letech 1912 až 1947 byl velmistrem dánských řádů a v letech 1918 až 1944 velmistrem i islandských řádů.

## Tituly
Oficiální plný titul Kristiána X. zní Z Boží milosti král dánský a islandský, Venders and Gothers, vévoda šlesvický, holštýnský, stormarnský, ditmarskenský, lauenborský a oldenburský (dánsky: Af Guds Nåde Konge til Danmark og Island, de Venders og Gothers, Hertug til Slesvig, Holsten, Stormarn, Ditmarsken, Lauenborg og Oldenborg).
- 26. září 1870 – 29. ledna 1906: Jeho královská Výsost princ Kristián Dánský
- 29. ledna 1906 – 14. května 1912: Jeho královská Výsost korunní princ Kristián Dánský
- 14. května 1912 – 1. prosince 1918: Jeho Veličenstvo král Kristián X. Dánský
- 1. prosince 1918 – 17. června 1944: Jeho Veličenstvo král Kristián X. Dánský a Islandský
- 17. června 1944 – 20. dubna 1947: Jeho Veličenstvo král Kristián X. Dánský

## Vyznamenání

### Dánská a islandská vyznamenání

Erb Kristiána X. jakožto rytíře Řádu zlatého rouna

- rytíř Řádu slona – 26. září 1888[1][2]
- Čestný kříž Řádu Dannebrog – 26. září 1888[2]
- zakladatel Řádu islandského sokola – 3. července 1921[2][3]
- Pamětní medaile zlaté svatby krále Kristiána IX. a královny Louisy

### Zahraniční vyznamenání
Zahraniční vyznamenání, která obdržel Kristián X.:
- Bavorské království
  -  rytíř Řádu svatého Huberta
- Belgie
  -  velkostuha Řádu Leopolda
- Československo
  -  Řád Bílého lva I. třídy s řetězem, civilní skupina – 28. dubna 1925 (řetěz propůjčen 19. října 1933)[5]
- Estonsko
  -  Kříž svobody I. třídy – 29. dubna 1925[6]
- Finsko
  -  velkokříž s řetězem Řádu bílé růže – 1919[7]
- Francie
  -  velkokříž Řádu čestné legie
- Chile
  -  velkokříž s řetězem Řádu za zásluhy
- Írán
  -  velkostuha Řádu Pahlaví
- Italské království
  -  Řád zvěstování – 1910[1]
- Japonsko
  -  velkokříž s řetězem Řádu chryzantémy
- Kolumbie
  -  speciální velkokříž Řádu Boyacá
- Maďarské království
  -  velkokříž se svatou korunou Záslužného řádu Maďarského království
- Meklenbursko
  -  čestný kříž Řádu gryfa
  -  velkokříž se zlatou korunou Domácího řádu vendické koruny
- Monako
  -  velkokříž Řádu svatého Karla
- Německá říše
  -  rytíř s řetězem Řádu černé orlice[1]
  -  velkokříž Řádu červené orlice
- Nizozemsko
  -  velkokříž Řádu nizozemského lva
- Norsko
  -  velkokříž s řetězem Řádu svatého Olafa
  - Pamětní medaile na korunovaci krále Haakona VII. a královny Maud – 1906
  -  Jubilejní medaile krále Haakona VII. 1905–1930
- Oldenburské velkovévodství
  -  velkokříž se zlatou korunou Domácího a záslužného řádu vévody Petra Fridricha Ludvíka
- Peru
  -  velkokříž s diamanty Řádu peruánského slunce
- Polsko
  -  rytíř Řádu bílé orlice – 1923[8]
- Rumunsko
  -  velkokříž s řetězem Řádu Karla I. – 1912[9]
- Ruské impérium
  -  rytíř Řádu svatého Ondřeje[1]
  -  rytíř Řádu svatého Alexandra Něvského
  -  rytíř Řádu bílého orla
  -  rytíř I. třídy Řádu svaté Anny
  -  rytíř I. třídy Řádu svatého Stanislava
  -  rytíř IV. třídy Řádu svatého Vladimíra
- Řecko
  -  velkokříž Řádu Spasitele
  -  velkokříž Řádu svatých Jiřího a Konstantina
- Sasko-výmarsko-eisenašské vévodství
  -  velkokříž Řádu bílého sokola
- Knížectví Schaumburg-Lippe
  -  čestný kříž I. třídy Domácího řádu Lippe
- Rattanakosinské království
  -  rytíř Řádu Mahá Čakrí – 15. července 1897[10]
  - Pamětní medaile na korunovaci krále Rámy VII.
- Spojené království
  -  čestný rytíř velkokříže Královského Viktoriina řádu – 11. října 1901[11]
  -  čestný rytíř velkokříže, civilní verze Řádu lázně – 22. dubna 1908[12]
  -  848. rytíř Podvazkového řádu – 9. května 1914[13]
  -  Královský Viktoriin řetěz
  -  Bailiffův velkokříž s řetězem Nejctihodnějšího řádu svatého Jana Jeruzalémského
  -  Korunovační medaile Jiřího V.
- Srbské království
  -  velkokříž Řádu hvězdy Karadjordjevićů
- Španělsko
  -  velkokříž Řádu Karla III.
  -  rytíř Řádu zlatého rouna – 4. června 1901[14]
- Švédsko
  -  rytíř Řádu Serafínů – 15. listopadu 1888[1][15]
  -  rytíř Řádu Karla XIII. – 1912[16]
  - Zlatá medaile pamětihodných činů
- Venezuela
  -  velkokříž s řetězem Řádu osvoboditele

## Eponyma
V Grónsku je po něm pojmenována oblast Země krále Kristiána X.